# 三次郡
- 令制国一覧 > 山陽道 > 備後国 > 三次郡
- 日本 > 中国地方 > 広島県 > 三次郡

三次郡（みよしぐん）は、広島県（備後国）にあった郡。

## 郡域
1878年（明治11年）に行政区画として発足した当時の郡域は、三次市の一部（粟屋町・秋町を除く後山町、四拾貫町、南畑敷町、東酒屋町、青河町、下志和地町、三和町下板木、三和町有原、三和町羽出庭、三和町上板木以西）にあたる。

## 歴史
郡名は江の川や馬洗川などの合流点という意味の「水寄し」（みよし）が転訛したという説や、「次」の字が付く3つの集落を総称して「三次」（みすき→みよし）となったなど諸説ある。

### 近世以降の沿革
- 明治初年時点では全域が安芸広島藩領であった。「旧高旧領取調帳」に記載されている明治初年時点での町村は以下の通り。（1町50村）

三次町、大力谷村、上板木村、羽出庭村、下板木村、福田村、上川立村、下川立村、上志和地村、下志和地村、青河村、西酒屋村、東酒屋村、原村、南畠敷村、畠敷村、四拾貫村、後山村、穴笠村、東河内村、上里村、小文村、西河内村、藤兼村、東入君村、西入君村、泉吉田村、櫃田村、茂田村、石原村、上布野村、下布野村、戸河内村、山家村、三原村、日下村、大山村、香淀村、門田村、下作木村、大津村、伊賀和志村、森山西村、森山中村、森山東村、岡三淵村、横谷村、大畠村、光守村、西野村、上作木村
- 明治4年7月14日（1871年8月29日） - 廃藩置県により広島県の管轄となる。
- 明治11年（1878年）
  - 11月1日 - 郡区町村編制法の広島県での施行により、行政区画としての三次郡が発足。「三次恵蘇郡役所」が上里村三次町に設置され、恵蘇郡とともに管轄。
  - 三次町が分割し、一部（五日市町・内町）が上里村に、残部（十日市町）が原村に合併。（50村）
- 明治19年（1886年） - 上里村が改称して三次町となる。（1町49村）
- 明治22年（1889年）4月1日 - 町村制の施行により、以下の町村が発足。全域が現・三次市。（1町9村）
  - 板木村 ← 羽出庭村、大力谷村、上板木村、下板木村、福田村
  - 川地村 ← 上川立村、下川立村、上志和地村、下志和地村
  - 酒河村 ← 東酒屋村、西酒屋村、青河村
  - 原村（単独村制）
  - 八次村 ← 南畠敷村、畠敷村、四拾貫村、後山村
  - 三次町（単独町制）
  - 河内村 ← 日下村、三原村、山家村、小文村、西河内村、穴笠村、東河内村
  - 君田村 ← 櫃田村、茂田村、泉吉田村、西入君村、東入君村、藤兼村、石原村
  - 布野村 ← 上布野村、下布野村、戸河内村、横谷村
  - 作木村 ← 大畠村、光守村、岡三淵村、西野村、大津村、伊賀和志村、森山西村、森山中村、森山東村、香淀村、門田村、大山村、上作木村、下作木村
- 明治31年（1898年）10月1日 - 郡制の施行のため、三次郡・三谿郡の区域をもって双三郡が発足。同日三次郡廃止。

## 行政
三次・恵蘇郡長
| 代 | 氏名 | 就任年月日                | 退任年月日                | 備考                           |
| -- | ---- | ------------------------- | ------------------------- | ------------------------------ |
| 1  |      | 明治11年（1878年）11月1日 |                           |                                |
|    |      |                           | 明治31年（1898年）9月30日 | 三谿郡との合併により三次郡廃止 |